# Johannes Henriksson
Johannes Henriksson, född 26 januari 1853 i Järns socken, Älvsborgs län, död 29 augusti 1935 i Gunnarsnäs församling, Älvsborgs län, var en svensk botaniker och skolman.

## Biografi
Henriksson genomgick Vänersborgs högre allmänna läroverk och tog studentexamen, men kunde på grund av bristande hälsa inte fortsätta studierna. Han grundade 1885 Melleruds privata elementarskola. Där var han föreståndare till 1903 och därefter hade han en liknande tjänst i Bengtsfors tills han startade en privat elementarskola i Dals Rostock 1906 för vilken han var rektor. 
Han ägnade sig särskilt åt odling av medicinal- och drogväxter och verkade på detta område banbrytande genom sin skrift Handledning vid insamling och förvaring af Sveriges medicinalväxter (1890). Andra av Henrikssons arbeten behandlar hushålls- och foderväxter, deras användning, odling, avkastning och historia, växterna i folkets föreställning, seder och bruk, genom ålder märkliga träd i Sverige med mera.